# Ctenocephalides canis
La pulga de perro (Ctenocephalides canis) es una especie de insecto sifonáptero de la familia Pulicidae ectoparásito de los perros alimentándose de su sangre.
La pulga del perro es un parásito problemático, ya que esta especie es un huésped intermedio de la tenia del perro (Dipylidium caninum), dicha parasitosis es común en América, Europa y Asia (menos frecuente).
Aunque se alimentan de la sangre de los perros y gatos, ocasionalmente pican a los humanos. Pueden sobrevivir sin alimento varios meses, pero es necesario que las hembras se alimenten antes de reproducirse, dado que la maduración de los huevos requiere los nutrientes disponibles en la sangre.

## Anatomía
Las pulgas hembra adultas tiene una longitud de entre 2 y 4 milímetros de longitud, mientras que los machos adultos se encuentran entre los 2 y los 3 milímetros. Su color es marrón. Las partes del aparato bucal de la pulga del perro están adaptados para desgarrar la piel y succionar sangre, son parásitos externos que sobreviven por hematofagia de varios hospedadores, especialmente cánidos.

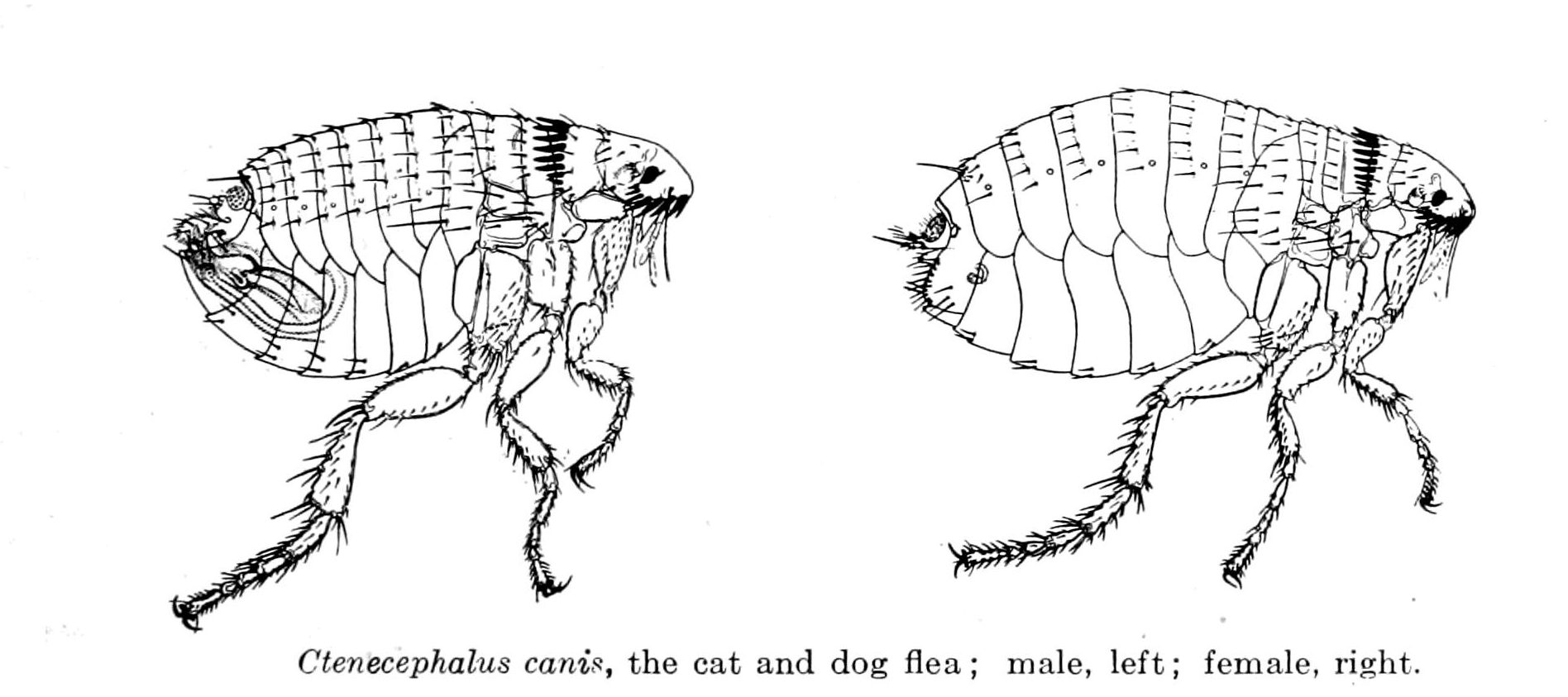
Antiguo grabado en el que se describe el dimorfismo sexual en la pulga de perro: el macho a la izquierda y la hembra a la derecha, Ctenecephalus canis es sinónimo más moderno de Ctenocephalides canis).

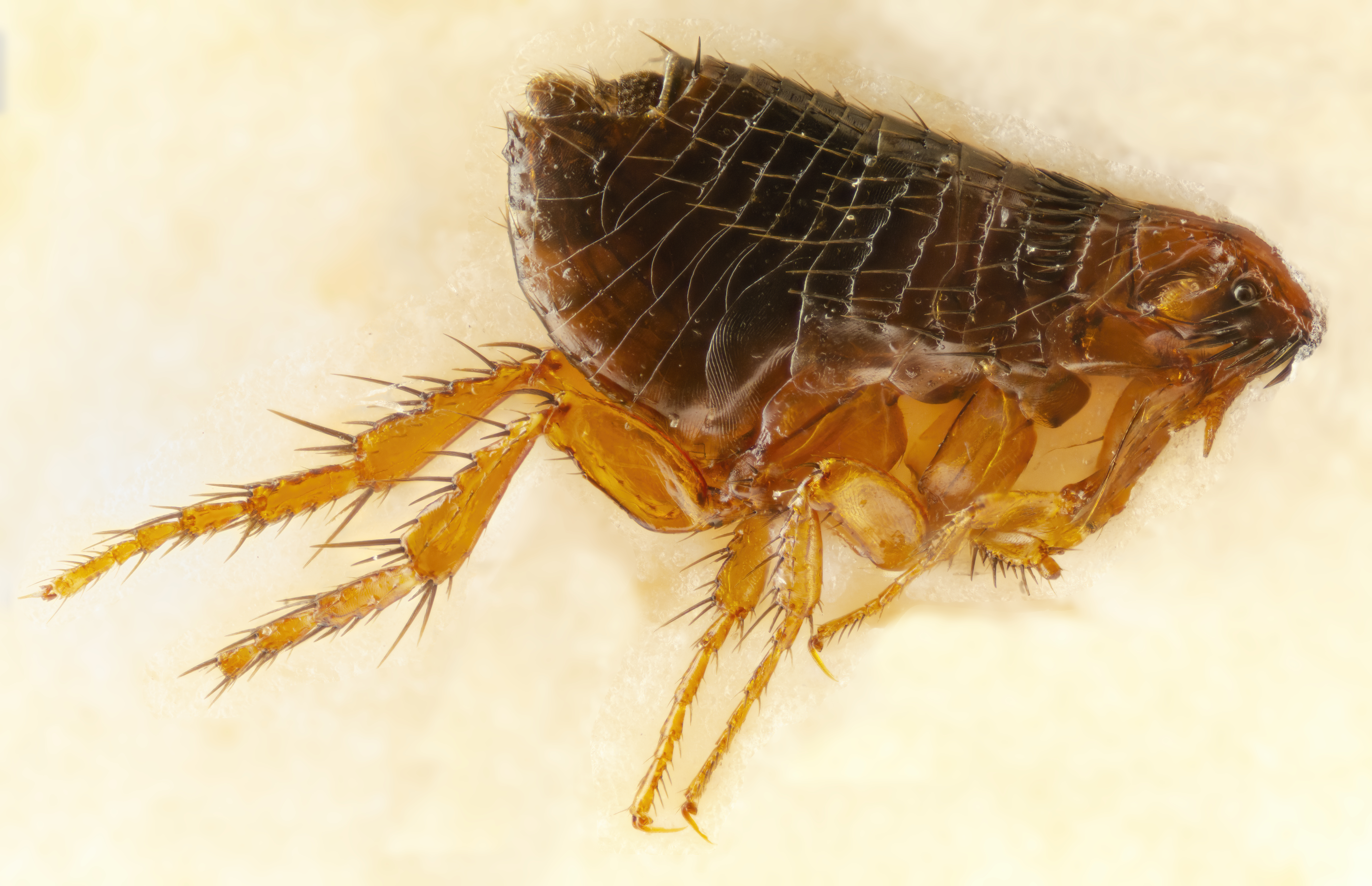
Pulga de perro

Las pulgas no tienen alas y su cuerpo está aplanado de lado a lado, con un duro exoesqueleto resistente a la presión, lo que les permite estar entre los cabellos (y moverse alrededor) utilizando el pelambre del perro huésped como un escudo para la presión. En ambos sexos los individuos adultos succionan la sangre de su hospedador. Su cuerpo se encuentra recubierto de pequeños pelos de distinto tamaño y longitud, que son en realidad sensilias pilosas y cerdas que actúan como receptores táctiles unidos a una célula nerviosa. Poseen tres pares de patas, el último par trasero es considerablemente más largo, ya que está modificado para saltar. Al final de su extremidades poseen unas pequeñas garras, que les facilitan asirse de los cabellos.

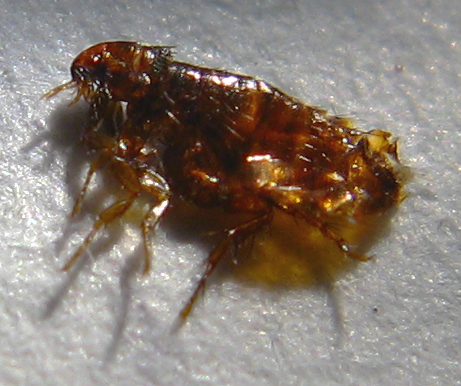
Un ejemplar de pulga adulto.

Los huevos de la pulga del perro tienen un largo de 0,6 milímetros, son de forma ovalada y son de color blanco lechoso. Las larvas, dependiendo de la etapa de desarrollo en que se encuentren, miden de uno a seis milímetros de largo, son delgadas y traslúcidas, con una leve coloración amarillolechosa, y tienen el cuerpo recubierto de cerdas, su cabeza es un seudosegmento de color marrón con mandíbulas. Las pulgas del perro son capaces de saltar hasta 50 cm de distancia (promedio de 30,4 cm) y 25 cm (promedio de 15,5 cm) de alto.

## Ciclo de vida
Una sola hembra durante su vida puede ovipositar alrededor de 4.000 huevos en la piel o el pelaje del huésped. Estos insectos pasan por cuatro etapas del ciclo de vida: embrión, larva, pupa e imago (adulto).
El ciclo de desarrollo se ejecuta de manera óptima a 25 °C en todas sus etapas, es decir, cerca de la temperatura ambiente y a una humedad relativa del 80 %. Por ello, el crecimiento se inhibe con la sequía o el frío. En la mayoría de los casos, el desarrollo óptimo tarda aproximadamente de dos a cinco semanas, aunque depende en gran medida de factores físicos y biológicos, como la temperatura y la disponibilidad de alimento. Puede llevar más tiempo en condiciones de frío, el tiempo máximo es de aproximadamente 30 semanas.
La hembra oviposita sus huevos en el huésped. Éstos, una vez secos, caen de la piel al suelo. Los huevos eclosionan y las larvas, que tienen fototactismo negativo, es decir, se ocultan de la luz en el sustrato. La larva se alimenta de una variedad de materiales orgánicos, pero especialmente de sangre seca que queda en la piel del huésped al ser depositada por las pulgas adultas junto con materia fecal. Así la población adulta alimenta a la población larvaria en el ambiente del hospedante.
La larva se metamorfosea pasando por cuatro estadios antes de tejer un capullo y de entrar en el estadio de pupa. La duración del estadio de pupa es variable. El adulto joven sólo emerge de la pupa cuando detecta la presencia de un hospedante potencial, al percibir las vibraciones (producidas por el movimiento de personas o mascotas), el dióxido de carbono (emitido por la respiración de un posible huésped), presión (el animal huésped apoyado sobre ellas), calor o humedad. Las jóvenes pulgas tienen el estímulo de saltar hacia el huésped, apenas segundos después de su emergencia del capullo. Comienzan a alimentarse en unos pocos minutos. De no encontrar huésped adecuado pueden vivir mucho tiempo en el hogar, sea en tierra, o plantas como en muebles de fibras naturales o ropa de cama.

## Sintomatología
A menudo la primera señal de contagio es observar a las pulgas moviéndose entre el pelambre del perro infectado, otras evidencias no tan obvias son las marcas e irritaciones que producen su mordida ya sea en perros, gatos o personas, el perro suele experimentar una picazón severa en las áreas donde las pulgas pueden residir, generalmente los pliegues de piel o zonas cercanas al área urogenital, por lo que es común observar un comportamiento errático de constantes y frenéticos rasquidos.
Las infestaciones por pulgas pueden ser no sólo molestas para los perros y los seres humanos, sino también muy peligrosas. Los problemas causados por las pulgas varían de una picazón de leve a severa, a incluso reacciones alérgicas e infecciones. En circunstancias extremas (infestación) puede presentarse un cuadro de anemia. Por otra parte, las pulgas pueden transmitir tenias y enfermedades a los animales domésticos.
Cuando una pulga pica a un humano este puede desarrollar una erupción cutánea con picor, con pequeñas protuberancias que pueden sangrar. Este sarpullido normalmente se encuentra en la axila o pliegue de una articulación tal como el codo, la rodilla o el tobillo. Cuando se presiona la zona, se vuelve blanca. Cuando los perros están afectados por pulgas, se rascan y muerden a sí mismos, especialmente en áreas tales como; la cabeza, el cuello y alrededor de la cola, las pulgas normalmente se concentran en estas zonas. Este incesante arañar y morder puede causar que la piel del perro se ponga roja y se inflame.

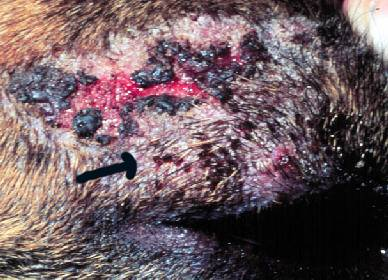
Irritación, excoriaciones, costras y algunas pulgas se pueden observar en el área por encima del ojo de un perro con DAPP alérgico a la saliva de pulga.

La “alergia a las pulgas” o “dermatitis” es desarrollada por aquellos los perros alérgicos a la saliva de la pulga. En este caso, los síntomas anteriormente mencionados son más pronunciados, desarrollándose un cuadro de dermatitis alérgica a la picadura de pulgas en perros y gatos (DAPP). Debido al compulsivo rascado y mordido, el perro puede perder el pelo, desarrollando puntos calvos, además presentan puntos rojizos debido a una extrema irritación sanguínea y en algunos casos pueden desarrollar infecciones que resulten en muerte del tejido (necrosis) y piel maloliente.

## Tratamiento
Para efectivamente deshacerse de las pulgas se debe tratar no sólo al perro, sino también las áreas por donde este transita, pernocta y en el exterior del hogar, para así eliminar los huevos de ropa de cama, hierba del jardín, suelo, muebles y otras áreas.
El tratamiento debe administrarse tan pronto como aparezcan señales de pulgas y debe repetirse regularmente. Los retrasos en el tratamiento de la infestación puede conducir al contagio de enfermedades transmitidas por pulgas. Productos tópicos de una sola aplicación mensual son los más comúnmente utilizados para matar infestaciones de parásitos. Se aplican normalmente en la parte posterior de la mascota y su ventaja es que también proporcionan protección contra infestaciones adicionales. Los tratamientos pueden estar en presentación de aerosol, ampolletas de plástico y que están destinados a aplicarse en todas las partes de la mascota. Pomadas y enjuagues también están disponibles, pero no son tan comunes como los otros productos, ya que son las más peligrosas para la salud de la mascota. En 2009, la Agencia para la Protección Ambiental de EUA (EPA) llevó a cabo una investigación sobre las reacciones de muchos animales domésticos a los productos tópicos y publicaron sus informes preliminares en la primavera de 2010.
Existen también tratamientos naturistas disponibles para los dueños más ecológicos de perros, realizados a partir de alternativas naturales a los químicos, que incluyen medicaciones tópicas y medicamentos orales. Aunque los remedios comunes proporcionan opciones más ambientalmente amigables con ingredientes naturales como la lavanda (Lavandula spp.), poleo (Mentha pulegium), nim (Azadirachta indica) y pericón (Tagetes lucida) que se sabe tienen propiedades repelentes de insectos, el uso de estos productos debe de estar respaldado por la consulta con un veterinario, además es siempre prudente considerar que el término de "origen natural" no siempre significa no tóxico, aun así, se requieren más investigaciones para conocer la efectividad real de estos productos, siendo más recomendado su uso como preventivo que como correctivo.

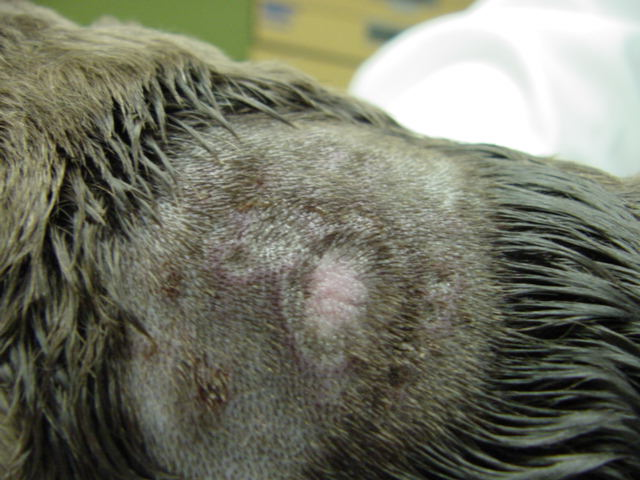
Reacción adversa a una prueba para la aplicación tópica de un medicamento para el control de pulgas en un perro, es importarte cerciorarse antes y después de aplicar tratamientos, que el perro no sea sensible a la fórmula.

Evaluaciones sobre la toxicidad de los productos para el tratamiento de pulgas han sido científicamente estudiadas y están disponibles en línea por el Consejo para la Defensa de Recursos Naturales (NRDC), junto a una lista de tratamientos menos tóxicos y alternativas.

### Productos
Productos de control incluyen medicamentos, gotas y aerosoles que ofrecen resultados diferentes. Existen detalladas tablas comparativa creadas por veterinarios y expertos de estos productos, sus ingredientes, riesgos y beneficios. Algunos de los más comunes marcas y sus características básicas son:
- NexGard un masticable a base de soya con la dosis justa de afoxolaner para la eliminación eficaz de pulgas. Es un producto seguro para el perro y de fácil administración
- Frontline se presenta en aerosoles, gotas y en general en toda presentación común a la medicación para el control de pulgas, se considera altamente eficaz.
- Advantage es un producto de acción rápida de aplicación tópica que detiene los piquetes de las pulgas en pocos minutos.[16]
- K9 Advantix no sólo mata a las pulgas y garrapatas, también ofrece un control contra mosquitos, dípteros hematófagos y piojos, su fórmula resistente al agua.[17]
- Capstar es un producto accesible, cuyo principio activo es el nitenpiram, viene en presentación de una píldora, que al ser ingerida libera el insecticida al sistema sanguíneo, matando el 98% de las pulgas adultas que piquen al perro durante las primeras cinco horas. Sin embargo, al no estar en contacto directo con la sangre del perro, los huevos y las larvas no mueren así que puede ser necesario combinarlo con otro producto.[18]
- Program viene en pastillas o como líquido, es un tratamiento mensual. Básicamente inhibe la capacidad de la pulga para reproducirse, lo que poco a poco acaba con todas las pulgas.[19]
- Revolution Una aplicación protege a los perros de parásitos del corazón (Dirofilaria immitis), pulgas y otros ectoparásitos.[20]
- Biospot es una opción asequible hecho para matar las pulgas, garrapatas y mosquitos. Una aplicación dura alrededor de tres meses para las pulgas, pero un mes para garrapatas y mosquitos. No es a prueba de agua.[21]
- Sentinel es una aplicación mensual, su principio activo es un compuesto bencilfenol denominado lufenurón, su presentación es en forma de tableta, es eficaz para las pulgas jóvenes, evita que muden sus exoesqueletos, lo que las termina matando y hace que las hembras pongan huevos que no pueden eclosionar interrumpiendo su ciclo de vida[22]
- Vectra es una vez al mes, mata pulgas y garrapatas, es impermeable (no soluble en agua). La fórmula para perros no debe ser usada en gatos, ya que tiene un ingrediente que podría afectar a los gatos de manera negativa.

Antes de elegir un tratamiento, es importante conocer el peso del perro y la edad. También es importante consultar a un veterinario para obtener más información sobre los productos y elegir el que es mejor para el perro.

### Tratamientos alternativos
Los tratamientos alternativos incluyen remedios caseros de dudosa eficacia y bajo costo, es necesario que antes de intentar cualquier remedio casero, se recurra primero a la opinión responsable e informada de un médico veterinario, entre los “remedios caseros” más comunes se mencionan: repelentes, ajo, levadura de cerveza y el vinagre de sidra de manzana, estos remedios se consideran útiles para repeler las pulgas en perros sanos. Los perros con deficiencia inmune o enfermos tienden a atraer más pulgas y puede requerir tanto el tratamiento comercial y alternativo.

### Prevención
La prevención y el control de las infestaciones por pulgas es un proceso de múltiples pasos. La prevención a veces puede ser difícil, pero es la forma más eficaz de garantizar que el perro no va a ser re-infectado. El control implica no sólo que la mascota esté curada y las pulgas que vivían en ella estén muertas, sino también que el ambiente en el que vive la mascota está libre de estos parásitos. Y de todo esto, la eliminación de las pulgas de la mascota, es tal vez, el paso más fácil y más simple dado los muchos productos especialmente diseñados para matar las pulgas que están disponibles en el mercado.

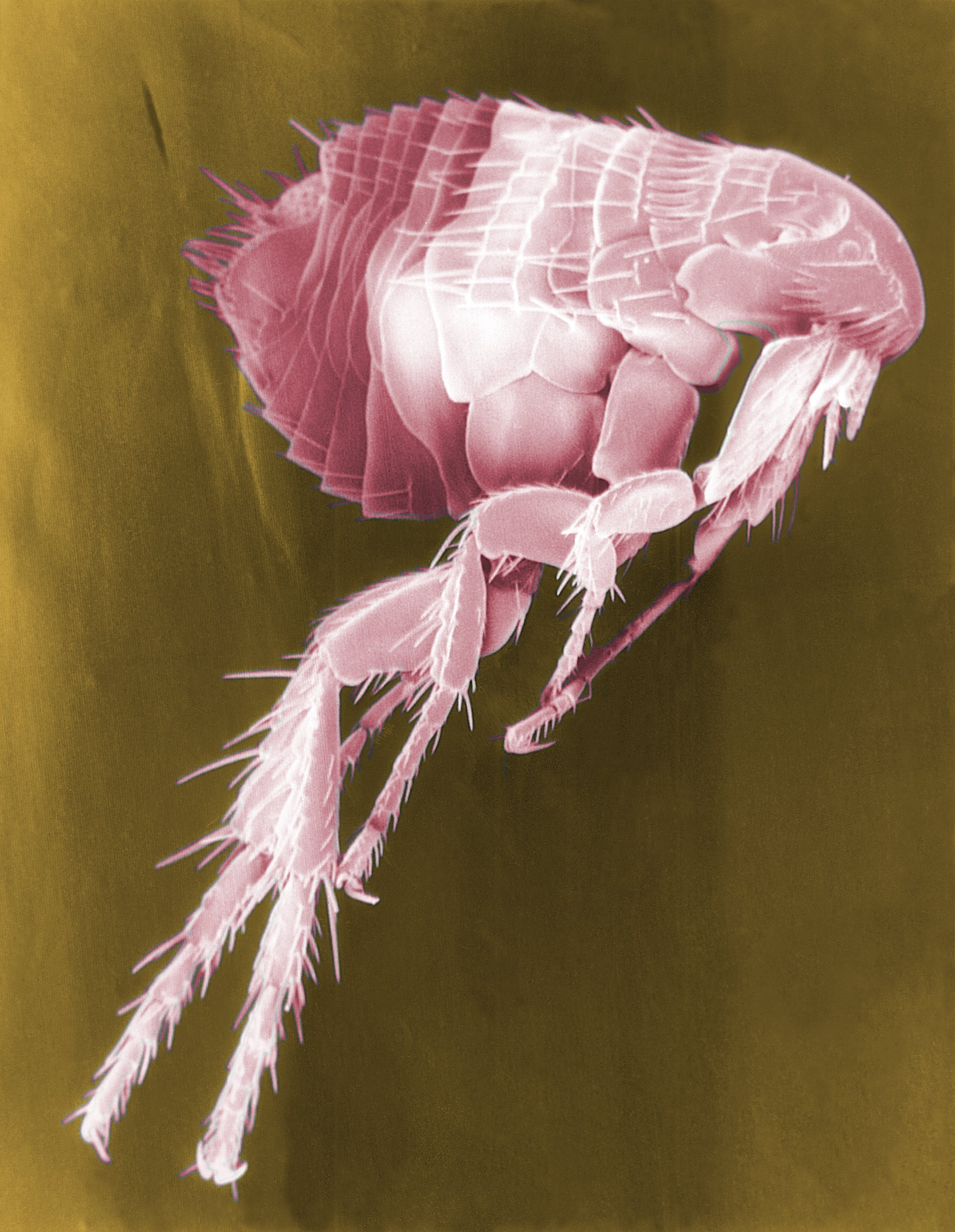
Micrografía de una pulga con colores falsos, esta imagen fue generada con un microscopio electrónico de barrido. Las pulgas son conocidas por transmitir numerosas enfermedades a los seres humanos por sus picaduras, incluida la peste negra, causada por la bacteria Yersinia pestis.

Cada hembra de pulga encontrada muy probablemente dejó huevos dispersos en el ambiente en el que la mascota vive. Por lo tanto, la prevención y el control de las infestaciones por pulgas implica necesariamente el haber eliminado las pulgas adultas de ambientes de interior y al aire libre, de todos los animales domésticos, teniendo aun así, la posibilidad de conservar formas inmaduras de las pulgas de desarrollo en sitios que hayan sido pasados por alto durante el tratamiento.
El proceso de extracción de pulgas en ambientes de interior consiste mayoritariamente en la eliminación mecánica de las pulgas. Esto se puede realizar mediante la utilización de una aspiradora, especialmente en lugares donde las pulgas más probablemente se encuentren, por ejemplo debajo de las cortinas, el lugar donde la mascota duerme, en la cama de sus amos y debajo de los bordes de muebles. Se estima que la aspiradora se puede eliminar hasta el 50% de los huevos de pulgas. Después de pasar la aspiradora, se recomienda el uso de un producto especialmente diseñado para matar las pulgas que quedan y para detener el desarrollo de los huevos y las larvas. Estos productos están disponibles en el mercado y pueden incluir polvos de alfombras, aerosoles o atomizadores que contienen pesticidas y reguladores del crecimiento de insectos.
Se debe prestar especial atención a la cama del perro, las cobijas o frazadas que use para dormir. Esto se debe lavar cada semana, además de la cama y sus alrededores deben ser tratados con insecticidas y reguladores del crecimiento de insectos. La limpieza debe hacerse al mismo tiempo en el auto, garaje, sótano, jaula de viaje o cualquier otro lugar donde se sabe que el perro pasa el tiempo.
La prevención de las infestaciones por pulgas debe incluir la eliminación de los parásitos de las áreas de patio o de la perrera, los dos lugares en los que las pulgas son más probables de encontrar, dichas áreas deben ser limpiadas a fondo. Las pulgas también se pueden ser llevadas al hogar por animales salvajes comunes a las ciudades, tales como zarigüeyas, ardillas, la rata doméstica y el mapache. Se recomienda desalentar los acercamientos de estos animales silvestres al hogar, tapando botes de basura y evitando alimentar a los animales para que dichas áreas no pasen a formar parte de su territorio habitual.
Eliminación de las pulgas de las mascotas no es una tarea difícil teniendo en cuenta la llegada de los productos que están disponibles en el mercado y que están diseñados no sólo para matar las pulgas, sino también para ofrecer protección contra las infestaciones posteriores. Los productos para el control de pulgas vienen en una amplia variedad presentaciones: ampliaciones de una sola vez, mensuales, collares de perro, tópicos, pulverizaciones, inmersiones, polvos, champús o productos inyectables y orales. Todos estos productos contienen un insecticida como ingrediente activo que mata, paraliza o inhibe la reproducción de las pulgas cuando entran en contacto con él, por ello se recomienda encarecidamente el leer con cuidado las instrucciones y advertencias de los productos utilizados.
Parte importante de la prevención de pulgas es persistir con las mismas medidas de control durante el mayor tiempo que sea posible. A pesar de que el proceso de limpieza se ha realizado correctamente, es muy probable que las pulgas en las etapas incipientes todavía existan alrededor de la casa o de la mascota. El ciclo de vida de las pulgas puede tomar hasta seis meses, es por eso que se recomienda continuar con las medidas de prevención durante un año.